# プロダクション・エース演技研究所
株式会社プロダクション・エース演技研究所（プロダクション・エースえんぎけんきゅうじょ）は、声優事務所のプロダクション・エースが新人声優育成のために併設している付属の声優養成所である。レッスン場は東京都渋谷区恵比寿西2-3-16 CATビル6F。

## 主な講師
- 音響監督・映画監督・演出家 - 蝦名恭範、小川利夫、金田龍、長崎行男、ふたくちつよし、安江誠、吉田知弘
- 声優・俳優・アナウンサー - 小菅真美、小宮和枝、定岡小百合、白石珠江、菅生隆之、瀬尾恵子、高山春夫、辻親八、寺内よりえ、浪川大輔、並木のり子、土師孝也、服部陽介、優希比呂
- ヴォイストレーナー・ステージパフォーマンス講師 - 小林礼奈、渡辺美津子

## 主な出身者 ・在籍者
| 男性 - 飯田翔威 - 板取政明 - 金子修 - 佐野康之 - 鷹野晶 - 寸石和弘 - 比上孝浩 - 水野貴雄 - 森田則昭 - 山口浩太 - 山本和臣 | 女性 - 岩楯みゆき - 大内和代 - 小畑美暢 - 柏山奈々美 - 梶山はる香 - 亀中理恵子 - 喜多丘千陽 - 小林元子 - 小松真奈 - 佐土原かおり - 清水智美 - 藏合紗恵子 - 幸田夢波 - 玉置陽子 - 月宮みどり - 積田かよ子 - 富樫美鈴 - 鳥羽優子 - 西川実沙 - 野水伊織 - 樋口結美 - 廣坂愛 - 福原由莉奈 - 古谷静佳 - 堀中優希 - 本多真梨子 - 丸山雪野 - 村井理沙子 - 村上まどか |